# Marumba fenzelii
Marumba fenzelii là một loài bướm đêm thuộc họ Sphingidae. Loài này có ở Trung Quốc.

## Phân loài
- Marumba fenzelii fenzelii  (Thiểm Tây và Tứ Xuyên in China)[2]
- Marumba fenzelii connectens Mell, 1939 (Shanxi in China)[3]